# Nguyên Vũ (Bắc Ngụy)
Quảng Lăng Huệ vương Nguyên Vũ (chữ Hán: 元羽, 470 – 19/06/501 ), tự Thúc Phiên, hoàng tử nhà Bắc Ngụy.

## Khởi nghiệp
Vũ là con trai thứ tư của Bắc Ngụy Hiến Văn đế, mẹ là Mạnh tiêu phòng. Là thành viên của hoàng thất Bắc Ngụy, ban đầu Vũ có họ là Thác Bạt; sau khi Hiếu Văn đế tiến hành Hán hóa (495), hoàng thất được đổi sang họ Nguyên, vì vậy sử cũ đều gọi ông là Nguyên Vũ.
Do sớm mất cha (476), đến thời anh trai Hiếu Văn đế ở ngôi, Vũ mới được nhận tước vị. Năm Thái Hòa thứ 9 (485), Vũ được phong Quảng Lăng vương, gia vị là Thị trung, Chinh đông đại tướng quân, làm Ngoại đô đại quan. Vũ từ nhỏ thông tuệ, được tiếng là giỏi xử án. Sau khi triều đình bãi bỏ chức 3 Đô ngoại quan (493) , Vũ được làm Đại lý, gia vị Vệ tướng quân, xử lý án kiện của kinh sư, cũng có tiếng tốt. Sau đó Vũ được thăng vị là Đặc tiến, Thượng thư tả bộc xạ, lại làm Thái tử thái bảo, Lục thượng thư sự.
Hiếu Văn đế sắp đánh Nam Tề, sai Vũ cầm cờ tiết đi vỗ về Lục trấn, phát động đột kỵ của họ, khiến người tộc thiểu số hài lòng. Sau khi trở về, Vũ được lãnh chức Đình úy khanh. Xa giá lên đường, Vũ được cùng Thái úy, Đông Dương vương Nguyên Phi làm Lưu thủ, gia vị Sứ trì tiết. Hiếu Văn đế yêu mến các em trai, đến khi tạm biệt, không đành lòng sớm chia tay, giáng chiếu cho Vũ đi theo đến Nhạn Môn, mới lệnh cho ông quay về. Hiếu Văn đế mong mỏi Vũ xứng với chức trách, nên ban cho ngọc Như ý để biểu lộ tấm lòng của mình.

## Phù tá Hiếu Văn đế
Triều đình quyết định dời đô, giáng chiếu cho Vũ kiêm Thái úy, sai ông cáo với miếu xã. Sau khi dời đến kinh đô mới Lạc Dương, người tộc thiểu số phương bắc phần nhiều chưa bằng lòng, Vũ kềm chế và vỗ về họ, trong ngoài yên ổn, được Hiếu Văn đế khen ngợi.
Mùa xuân năm thứ 18 (494), Vũ dâng biểu xin từ chức Đình úy, Hiếu Văn đế không đồng ý.
Vũ lại kiến nghị áp dụng tiêu chuẩn khảo sát quan viên trong kinh tương tự với quan viên ngoài trấn: chia làm 3 đẳng thượng – trung – hạ; sau khi cân nhắc, Hiếu Văn đế quyết định chia thượng – hạ đẳng làm 3 phẩm, trung đẳng chỉ có 1 phẩm như cũ.
Vũ trình tâu danh sách các viên Tư trực (phụ tá) của 5 cục thuộc Đình úy, Hiếu Văn đế chất vấn ông và Thiếu khanh Đặng Thuật, về việc tại sao lại có lời đồn rằng 5 cục kém cỏi. Vũ biện bạch rằng triều đình mới đổi pháp chế, quan viên của 5 cục chưa quen.
Hiếu Văn đế trách mắng bọn Thượng thư không tròn chức trách, chỉ trích Vũ là người có địa vị tôn quý, chức vụ trọng yếu, nhưng từ khi dời đô không có công tích gì, lại còn kết bè kéo đảng; đế truất chức Đình úy, Thượng thư của ông, cho giữ lại vị Đặc tiến, Thái bảo. Sau đó Hiếu Văn đế trừng phạt một loạt quan viên cao cấp của triều đình Bắc Ngụy.
Triều đình đặt ra Ngũ đẳng tước, Vũ được ăn lộc của 2000 hộ thuộc huyện Đông Quang, quận Bột Hải. Hiếu Văn đế tiến đánh Nam Tề, Vũ được tiến hiệu Vệ tướng quân, trừ chức Sứ trì tiết, Đô đốc Thanh, Tề, Quang, Nam Thanh 4 châu chư quân sự, Chinh đông đại tướng quân, Khai phủ, Thanh Châu thứ sử. Xét công lưu thủ khi dời kinh, Vũ được tăng ấp 500 hộ. Hiếu Văn đế ghé thăm nhà của Vũ, nhân dịp ông vừa khỏi bệnh và sắp thành hôn, cho gia vị là Tán kỵ thường thị, tiến hiệu Xa kỵ đại tướng quân, còn lại như cũ.

## Những năm cuối đời
Tuyên Vũ đế lên ngôi, Vũ được thăng làm Tư Châu mục, thường thị như cũ. Vũ nhiều lần dâng biểu từ chối chức Mục, đều không được đồng ý. Tuyên Vũ đế coi chầu, sau đó gọi Vũ vào nội điện, cho thụ chức Tư đồ. Bấy giờ Bắc Hải vương Nguyên Tường đố kỵ với Bành Thành vương Nguyên Hiệp, tìm cách xúc xiểm để giành chức Tư đồ của Hiệp. Vũ vừa ngại thanh danh của Hiệp, lại càng sợ tính xấu của Tường, nên xin đổi làm Tư không, Tuyên Vũ đế cố ép nhưng không được, đành đồng ý với ông.
Vũ tư thông với vợ của Viên ngoại lang Phùng Tuấn Hưng (con trai út của Phùng Hi – anh trai cả của Phùng thái hậu), trong đêm tìm vui, bị Tuấn Hưng đánh, còn đem ông giấu đi nhiều ngày. Vũ mất ở phủ, hưởng dương 32 tuổi. Tuyên Vũ đế đích thân đến viếng, thương khóc đau xót, giáng chiếu cấp Đông viên Ôn minh bí khí, 1 bộ triều phục, 1 bộ áo liệm, 60 vạn tiền, 1000 xúc vải, 300 cân sáp, Đại hồng lư lo việc tang. Đến khi liệm, đế đích thân tham dự, cử ai ở dịch trạm của kinh đô. Vũ được tặng Sứ trì tiết, Thị trung, Phiếu kỵ đại tướng quân, Tư đồ công, Ký Châu thứ sử, cấp cho Vũ bảo Cổ xuy, 40 võ sĩ đeo Ban kiếm, thụy là Huệ. Đến khi chôn cất, đế đích thân đi đưa.
Thời Bắc Ngụy Tiết Mẫn đế, Vũ được truy tôn là Tiên đế.

## Gia đình

### Vợ
- Vương phi Trịnh thị: Trong quá trình Hán hóa, Hiếu Văn đế ép buộc toàn bộ hoàng thất Bắc Ngụy giáng những bà vợ cả người Tiên Ti xuống làm vợ lẽ, yêu cầu họ thành hôn với con gái của những sĩ tộc cấp cao người Hán. Không rõ người vợ Tiên Ti của Vũ là ai, chỉ biết ông phải lấy con gái của sĩ tộc họ Trịnh ở quận Huỳnh Dương làm vương phi. Tiết Mẫn đế muốn lập Trịnh thị làm Hoàng thái hậu, nhưng Trịnh thị e sợ thời cuộc loạn lạc, kiên quyết từ chối, quả nhiên tránh được tai vạ.
- Một người thiếp là Vương thị, mất sớm, được Tiết Mẫn đế truy tôn là Tiên Thái phi.

### Con trai
- Nguyên Hân, là con trai trưởng nhưng không phải con đích, nên không được kế tự. Hân là một trong 8 Trụ quốc của nhà Tây Ngụy.
- Nguyên Cung, là con trai thứ, do Vương thị sinh ra, được Trịnh thị nhận nuôi, nên được kế tự. Cung về sau được liên quân họ Nhĩ Chu lập làm hoàng đế, tức là Tiết Mẫn đế.
- Nguyên Vĩnh Nghiệp, không rõ tuổi tác hơn kém so với Nguyên Cung. Vĩnh Nghiệp được Tiết Mẫn đế phong tước Cao Mật vương, được nhà Đông Ngụy gia vị là Kim tử quang lộc đại phu. Đời Bắc Tề, Vĩnh Nghiệp bị giáng xuống tước công theo lệ.